# البادية الشمالية (محافظة)

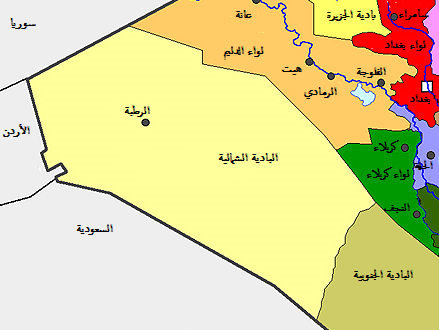

محافظة البادية الشمالية هي إحدى التقسيمات الإدارية التي كانت موجود في العراق خلال الخمسينيات هي منطقة الجزء الغربي الجنوبي من محافظة الأنبار الآن، كانت تشمل مع محافظة البادية الجنوبية غالبية المنطقة الصحراوية الغربية والجنوبية الغربية من العراق، أما البادية الثالثة فهي بادية الجزيرة وهي التي تقع بين الموصل والأنبار.